# Зонски турнир у шаху, Москва, 1964.
Први зонски турнир у шаху за зону ФИДЕ СССР (популарно Назван "Турнир седморице"), одржан је у Москви од 18. фебруара до 9. марта 1966. год. До ове године Појединачно првенство у шаху СССР, уједно је било и зонски турнир. На турниру је учествовало шест првопласираних са 31. првенства СССР у шаху, Ратмир Колмов, Борис Спаски, Леонид Штајн, Алексеј Суетин, Ефим Гелер и Давид Бронштајн, а специјално је позван победник 30. првенства СССР у шаху Виктор Корчној, Прва три такмичара са овог турнира стекли су право учшћа на следећем међузонском турниру у Амстердаму 1964 год.  

## Турнирска табела
|    | Играч                  | 1. | 1. | 2. | 2. | 3. | 3. | 4. | 4. | 5. | 5. | 6. | 6. | 7. | 7. | Бодови |
| -- | ---------------------- | -- | -- | -- | -- | -- | -- | -- | -- | -- | -- | -- | -- | -- | -- | ------ |
| 1. | Борис Спаски (СССР)    |    |    | ½  | ½  | ½  | ½  | 0  | 1  | 1  | ½  | ½  | 1  | 0  | 1  | 7      |
| 2. | Леонид Штајн (СССР)    | ½  | ½  |    |    | ½  | ½  | ½  | ½  | ½  | 1  | ½  | 1  | 0  | ½  | 6½     |
| 3. | Давид Бронштајн (СССР) | ½  | ½  | ½  | ½  |    |    | ½  | ½  | 1  | ½  | 1  | 0  | ½  | ½  | 6½     |
| 4. | Ратмир Колмов (СССР)   | 1  | 0  | ½  | ½  | ½  | ½  |    |    | 0  | ½  | 1  | ½  | ½  | ½  | 6      |
| 5. | Алексеј Суетин (СССР)  | 0  | ½  | ½  | 0  | 0  | ½  | 1  | ½  |    |    | ½  | ½  | 1  | ½  | 5½     |
| 6. | Виктор Корчној (СССР)  | ½  | 0  | ½  | 0  | 0  | 1  | 0  | ½  | ½  | ½  |    |    | 1  | 1  | 5½     |
| 7. | Ефим Гелер (СССР)      | 1  | 0  | 1  | ½  | ½  | ½  | ½  | ½  | 0  | ½  | 0  | 0  |    |    | 5      |